# Ocimum
Genre
Classification phylogénétique
Ocimum est un genre de plantes à fleurs de la famille des Lamiaceae (Lamiacées), sous-famille des Nepetoideae (Népétoïdées), tribu des Ocimeae (Ocimées).
Il compte environ 150 espèces de plantes herbacées ou buissonnantes, annuelles ou vivaces, généralement aromatiques, dont la plus connue est le Basilic commun (Ocimum basilicum).

## Description botanique
Les tiges sont quadrangulaires, en général ligneuses à leur base et très ramifiées.
Les feuilles sont pétiolées, opposées, membraneuses, marges entières ou serratées.
L'inflorescence est terminale simple ou ramifiée à sa base. Les verticilles sont nettement interrompus. Les cymes sont sessiles, non ramifiés, portant 3 fleurs.
Le calice est ovoïde ou campanulé, bilabié.
La corolle est sub-égale ou saillant du tube du calice.
Il y a 4 étamines en deux paires de longueur inégale, déclinantes, saillantes.
Les anthères sont synthèques (présence de deux thèques fusionnant dans un espace central), ovaire glabre, style déclinant, bifide.
Les nucelles sont ovoïdes, lisses ou quelquefois finement verruqueuses, souvent mucilagineuses.

## Principales espèces
La taxonomie de ce genre a subi des bouleversements fréquents, aussi les synonymies sont nombreuses, et il n'est pas rare qu'un même nom désigne, suivant l'auteur, deux espèces différentes.
- Ocimum americanum L. Plante herbacée. 10 à 50 cm. Fleurs 5 mm blanches ou pourpre clair. Présent à Madagascar, Afrique tropicale, Péninsule Arabique, Asie du Sud, du niveau de la mer à 450 m. Aromatique souvent cultivée.

Synonymes : O. stamineum Sims, O. brachiatum Blume, O. fluminense Vell., O. hispidiculum Schumach. & Thonn., O. incanescens Mart., O. pilosum Willd., O. citratum Rumph, O. hispidum Lam., O. africanum Lour., O. graveolens A., O. dichotomum Hochst. ex Benth.
Au Cambodge et en Thaïlande, les feuilles repoussent les moustiques et le mucilage des graines sert à épaissir les soupes et les desserts.
- Ocimum basilicum L. Plante herbacée. 30 cm à 1 m. Fleurs blanches à pourpres. Aromatique largement utilisée. Synonymes : O. thyrsiflorum L., O. album L., O. medium Mill., O. bullatum Lam., O. integerrimum Willd., O. ciliatum Hornem., O. barrelieri Roth., Plectranthus barrelieri (Roth) Spreng., O. caryophyllatum Roxb., O. citrodorum Blanco. Plante condimentaire largement utilisée partout.
- Ocimum filamentosum Forssk. Plante herbacée. 30 à 50 cm. Fleurs 10-12 mm, blanc rosé. Présent en Afrique, Péninsule Arabique, Inde, Sri Lanka et Birmanie sur sols sablonneux en espace ouvert.

Synonymes : Becium filamentosum (Forssk.) Chiov., Ocimum adscendens Willd., Ocimum indicum Roth., Plectranthrus indicus (Roth.) Spreng., Ocimum cristatum Roxb., Ocimum exsul Collet & Helmsl.
- Ocimum gratissimum L. Buissons jusqu'à 2 mètres. Fleurs 4 mm blanc verdâtre. Présent en Amérique tropicale, Afrique tropicale, Inde et Asie du Sud-Est.

cultivé à des fins médicinales. Synonymes : O. petiolare Lam., O. urticifolium Roth, O. viridiflorum Roth, O. viride Willd., O. suave Willd., O. febrifugum Lindl., O. guineense Schumach. & Thonn., O. cillosum Weinm., O. paniculum Boj., O. anosurum Fenzl.
- Ocimum hispidus (Benth) Murata En Thaïlande, une bouillie de feuilles broyées et d'eau soigne les brûlures.
- Ocimum kilimandscharicum Baker ex Gürke. Fleurs 4 mm, blanches teintées de pourpre. Plante herbacée vivace. Atteint 1 m de haut. Afrique. importée en Inde en 1953, cultivée en Thaïlande.
- Ocimum menthaefolium Benth.
- Ocimum tenuiflorum L. Plante herbacée vivace. Fleurs 5 mm rouge pourpre. Atteint 1 m de haut. Présent en Afrique, Asie du Sud, du niveau de la mer à 1 200 m. Souvent cultivée.

Synonymes : O. sanctum L., O. monachorum L., O. inodorum Burm., O. tomentosum Lam., Lumnitzera tenuiflora (L.) Spreng., Plectranthus monoachorum (L.) Spreng., O. hirsutum Benth., O. villosum Roxb., O. album Blanco, Moschosma tenuiflora (L.) Heynh., O. nelsonii Zipp., O. virgatum Blanco. Utilisé au Cambodge et au Viêt Nam pour soigner l'asthme et la toux. Plante médicinale (maux d'estomac) et condimentaire en Thaïlande. En Inde, il est dédié à Vishnou et Krishna et une tige de basilic placée sur la poitrine du mort le protège des esprits malveillants. Les grecs orthodoxes en parfument l'eau bénite.
- Ocimum ternifolius (D. Don) Kudo. La décoction de racines est utilisée en Thaïlande contre l'ictère. En Birmanie, les racines soulagent le prurit.

## Liste d'espèces
Le genre Ocimum contient une soixantaine d’espèces.
Selon World Checklist of Selected Plant Families (WCSP) (10 sept. 2012) :
- Ocimum × africanum Lour., (1790)
- Ocimum albostellatum (Verdc.) A.J.Paton, (1999)
- Ocimum americanum L., (1755)
- Ocimum amicorum A.J.Paton, (1999)
- Ocimum angustifolium Benth., (1848)
- Ocimum basilicum L., (1753)
- Ocimum burchellianum Benth., (1832)
- Ocimum campechianum Mill., (1768)
- Ocimum canescens A.J.Paton, (1999)
- Ocimum carnosum (Spreng.) Link & Otto ex Benth., (1832)
- Ocimum centraliafricanum R.E.Fr., (1916)
- Ocimum circinatum A.J.Paton, (1992)
- Ocimum coddii (S.D.Williams & K.Balkwill) A.J.Paton, (1999)
- Ocimum cufodontii (Lanza) A.J.Paton, (1992)
- Ocimum dambicola A.J.Paton, (1999)
- Ocimum decumbens Gürke, (1901)
- Ocimum dhofarense (Sebald) A.J.Paton, (1999)
- Ocimum dolomiticola A.J.Paton (1999)
- Ocimum ellenbeckii Gürke, (1906)
- Ocimum empetroides (P.A.Duvign.) ined..
- Ocimum ericoides (P.A.Duvign. & Plancke) A.J.Paton, (1999)
- Ocimum filamentosum Forssk., (1775)
- Ocimum fimbriatum Briq., (1894)
  - Ocimum fimbriatum var. angustilanceolatum (De Wild.) A.J.Paton, (1999)
  - Ocimum fimbriatum var. bequaertii (De Wild.) A.J.Paton, (1999)
  - Ocimum fimbriatum var. ctenodon (Gilli) A.J.Paton, (1999)
  - Ocimum fimbriatum var. fimbriatum
  - Ocimum fimbriatum var. microphyllum (Sebald) A.J.Paton, (1999)
- Ocimum fischeri Gürke, (1894)
- Ocimum formosum Gürke, (1906)
- Ocimum forskaolii Benth., (1832)
- Ocimum fruticosum (Ryding) A.J.Paton, (1999)
- Ocimum grandiflorum Lam., (1785)
  - Ocimum grandiflorum subsp. densiflorum (A.J.Paton) A.J.Paton, 2000)
  - Ocimum grandiflorum subsp. grandiflorum
  - Ocimum grandiflorum subsp. turkanaense (Sebald) A.J.Paton, ined..
- Ocimum gratissimum L., (1753)
  - Ocimum gratissimum subsp. gratissimum
  - Ocimum gratissimum subsp. iringense Ayob. ex A.J.Paton, (1992)
  - Ocimum gratissimum var. macrophyllum Briq., (1896)
- Ocimum hirsutissimum (P.A.Duvign.) A.J.Paton, (1999)
- Ocimum irvinei J.K.Morton, (1962)
- Ocimum jamesii Sebald, (1987)
- Ocimum kenyense Ayob. ex A.J.Paton, (1992)
- Ocimum kilimandscharicum Gürke, (1895)
- Ocimum labiatum (N.E.Br.) A.J.Paton, (1999)
- Ocimum lamiifolium Hochst. ex Benth., (1848)
- Ocimum masaiense Ayob. ex A.J.Paton, (1992)
- Ocimum mearnsii (Ayob. ex Sebald) A.J.Paton, (1999)
- Ocimum metallorum (P.A.Duvign.) A.J.Paton, (1999)
- Ocimum minimum L., (1753)
- Ocimum minutiflorum (Sebald) A.J.Paton, (1999)
- Ocimum mitwabense (Ayob.) A.J.Paton, (1999)
- Ocimum monocotyloides (Plancke ex Ayob.) A.J.Paton, (1999)
- Ocimum motjaneanum McCallum & K.Balkwill, (2004)
- Ocimum natalense Ayob. ex A.J.Paton, (1992)
- Ocimum nudicaule Benth., (1832)
- Ocimum nummularia (S.Moore) A.J.Paton, (1992)
- Ocimum obovatum E.Mey. ex Benth., (1838)
  - Ocimum obovatum subsp. cordatum (A.J.Paton) A.J.Paton, (1999)
  - Ocimum obovatum subsp. crystallinum (A.J.Paton) A.J.Paton, (1999)
  - Ocimum obovatum var. galpinii (Gürke) A.J.Paton, (1999)
  - Ocimum obovatum subsp. obovatum
- Ocimum ovatum Benth., (1832)
- Ocimum pseudoserratum (M.R.Ashby) A.J.Paton, (1999)
- Ocimum pyramidatum (A.J.Paton) A.J.Paton, (1999)
- Ocimum reclinatum (S.D.Williams & M.Balkwill) A.J.Paton, (1999)
- Ocimum serpyllifolium Forssk., Fl. Aegypt.-Arab.: 110 (1775)
- Ocimum serratum (Schltr.) A.J.Paton, (1999)
- Ocimum somaliense Briq., (1903)
- Ocimum spectabile (Gürke) A.J.Paton, (1999)
- Ocimum spicatum Deflers, (1896)
- Ocimum tenuiflorum L., (1753)
- Ocimum transamazonicum C.Pereira, (1972)
- Ocimum tubiforme (R.D.Good) A.J.Paton, (1999)
- Ocimum urundense Robyns & Lebrun, (1928)
- Ocimum vandenbrandei (P.A.Duvign. & Plancke ex Ayob.) A.J.Paton, (1999)
- Ocimum vanderystii (De Wild.) A.W.Hill, (1929)
- Ocimum verticillifolium Baker, (1895)
- Ocimum vihpyense A.J.Paton, (1999)
- Ocimum waterbergense (S.D.Williams & K.Balkwill) A.J.Paton, (1999)

## Espèces aux noms synonymes, obsolètes et leurs taxons de référence
Selon World Checklist of Selected Plant Families (WCSP) (10 sept. 2012) :
EN COURS